# Velika nagrada Mediterana 1963
Velika nagrada Mediterana 1963 je bila enajsta neprvenstvena dirka Formule 1 v sezoni 1963. Odvijala se je 18. avgusta 1963 na dirkališču Autodromo di Pergusa.

## Dirka
| Poz | Dirkač                  | Moštvo                      | Konstruktor       | Čas/Odstop. | Št. mesto |
| --- | ----------------------- | --------------------------- | ----------------- | ----------- | --------- |
| 1   | John Surtees            | SEFAC Ferrari               | Ferrari           | 1.18:00.8   | 1         |
| 2   | Peter Arundell          | Team Lotus                  | Lotus-Climax      | + 17.4 s    | 6         |
| 3   | Lorenzo Bandini         | Scuderia Centro Sud         | BRM               | + 17.7 s    | 2         |
| 4   | Jo Bonnier              | Rob Walker Racing Team      | Cooper-Climax     | 58 krogov   | 8         |
| 5   | Jo Siffert              | Siffert Racing Team         | Lotus-BRM         | 57 krogov   | 5         |
| 6   | Bob Anderson            | DW Racing Enterprises       | Lola-Climax       | 57 krogov   | 4         |
| 7   | Mário Cabral            | Scuderia Centro Sud         | Cooper-Climax     | 57 krogov   | 7         |
| 8   | Carlo Abate             | Count Volpi                 | Porsche           | 54 krogov   | 10        |
| 9   | André Wicky             | Ecurie Filipinetti          | Lotus-BRM         | 53 krogov   | 11        |
| 10  | Bernard Collomb         | Bernard Collomb             | Lotus-Climax      | 52 krogov   | 15        |
| 11  | Jo Schlesser            | Jo Schlesser                | Brabham-Ford      | 51 krogov   | 14        |
| 12  | Jack Brabham            | Brabham Racing Organisation | Brabham-Climax    | 47 krogov   | 9         |
| Ods | Trevor Taylor           | Team Lotus                  | Lotus-Climax      | Trčenje     | 3         |
| Ods | Carmelo Genovese        | Carmelo Genovese            | Lotus-Ford        | Uplinjač    | 16        |
| Ods | Giacomo Russo           | Giacomo Russo               | Lotus-Ford        | Motor       | 13        |
| DNS | Carel Godin de Beaufort | Ecurie Maarsbergen          | Porsche           | Pog. gred   | (12)      |
| DNQ | Roberto Lippi           | Scuderia Setecolli          | De Tomaso-Ferrari |             | -         |
| DNQ | Gaetano Starrabba       | Gaetano Starrabba           | Lotus-Maserati    |             | -         |